# アルエット (小惑星)
アルエット (9995 Alouette) は、小惑星帯に位置する小惑星である。パロマー天文台のトム・ゲーレルスとライデン天文台のファン・ハウテン夫妻が発見した。
1962年に打ち上げられたカナダ最初の人工衛星、アルエット1号に因んで名付けられた。